# Stefano Manetti
Stefano Manetti (Firenze, 20 aprile 1959) è un vescovo cattolico italiano, dal 21 aprile 2022 vescovo di Fiesole.

## Biografia
Nasce a Firenze, città capoluogo di provincia e sede arcivescovile, il 20 aprile 1959.

### Formazione e ministero sacerdotale
Frequenta la parrocchia di Gesù Buon Pastore a Casellina di Scandicci, dove segue il percorso dell'iniziazione cristiana.
Dopo aver frequentato il liceo scientifico di Scandicci, entra nel Seminario maggiore arcivescovile di Firenze nel 1978.
Il 19 aprile 1984 è ordinato presbitero, a Firenze, dall'arcivescovo Silvano Piovanelli (poi cardinale).
Dal luglio 1984 al settembre 1987 è vicario parrocchiale di Santa Maria a Coverciano. È poi assistente ecclesiastico della comunità giovanile San Michele (1987-1995) e successivamente parroco di San Tommaso a Certaldo, incarico che lascia nel 2002, quando è nominato direttore spirituale del Seminario maggiore arcivescovile di Firenze. Contemporaneamente, dal 1995 è membro del Consiglio presbiterale e assistente ecclesiastico dell'Azione Cattolica dapprima per i giovani, e poi, dal 1999, per gli adulti.
Canonico della basilica di San Lorenzo di Firenze tra il 2002 e il 2009, emerito dopo la nomina a canonico della cattedrale di Santa Maria del Fiore, nel settembre 2005 è nominato rettore del Seminario maggiore e responsabile del Centro diocesano vocazioni. Dal 2009 è membro del Collegio dei consultori.

### Ministero episcopale
Il 31 gennaio 2014 papa Francesco lo nomina vescovo di Montepulciano-Chiusi-Pienza; succede a Rodolfo Cetoloni, precedentemente nominato vescovo di Grosseto. Riceve l'ordinazione episcopale il 25 marzo successivo, nella cattedrale di Santa Maria del Fiore a Firenze, dal cardinale Giuseppe Betori, co-consacranti i cardinali Silvano Piovanelli e Gualtiero Bassetti e i vescovi Rodolfo Cetoloni e Claudio Maniago. Prende possesso della diocesi, nella cattedrale di Montepulciano, nel pomeriggio del 13 aprile successivo, domenica delle Palme.
È delegato per i seminari d'Italia, membro della Commissione episcopale per il clero e la vita consacrata e della Commissione mista vescovi-istituti di vita consacrata e società di vita apostolica presso la Conferenza Episcopale Italiana e delegato per il clero, i seminari e le vocazioni della Conferenza episcopale toscana.
Il 21 aprile 2022 lo stesso papa lo nomina vescovo di Fiesole; succede a Mario Meini, dimessosi per raggiunti limiti di età. Prende possesso della diocesi, nella cattedrale di Fiesole, nel pomeriggio del 6 luglio successivo, solennità di San Romolo, patrono della città di Fiesole e della diocesi; dallo stesso giorno fino al 3 settembre ricopre l'ufficio di amministratore apostolico di Montepulciano-Chiusi-Pienza.
Il 23 settembre 2024 la presidenza della Conferenza Episcopale Italiana lo nomina presidente della Commissione Presbiterale Italiana (CPI).
Il 20 marzo 2025 è stato eletto segretario della Conferenza episcopale toscana, succedendo a Fausto Tardelli.

## Genealogia episcopale
La genealogia episcopale è:
- Cardinale Scipione Rebiba
- Cardinale Giulio Antonio Santori
- Cardinale Girolamo Bernerio, O.P.
- Arcivescovo Galeazzo Sanvitale
- Cardinale Ludovico Ludovisi
- Cardinale Luigi Caetani
- Cardinale Ulderico Carpegna
- Cardinale Paluzzo Paluzzi Altieri degli Albertoni
- Papa Benedetto XIII
- Papa Benedetto XIV
- Papa Clemente XIII
- Cardinale Bernardino Giraud
- Cardinale Alessandro Mattei
- Cardinale Pietro Francesco Galleffi
- Cardinale Giacomo Filippo Fransoni
- Cardinale Carlo Sacconi
- Cardinale Edward Henry Howard
- Cardinale Mariano Rampolla del Tindaro
- Cardinale Gennaro Granito Pignatelli di Belmonte
- Cardinale Pietro Boetto, S.I.
- Cardinale Giuseppe Siri
- Cardinale Giacomo Lercaro
- Vescovo Gilberto Baroni
- Cardinale Camillo Ruini
- Cardinale Giuseppe Betori
- Vescovo Stefano Manetti